# 瑪麗·安娜 (薩克森-阿爾滕堡)
薩克森-阿爾滕堡的瑪麗·安娜（德語：Marie Anna von Sachsen-Altenburg，1864年3月14日—1918年5月3日），紹姆堡-利珀親王妃，父親是薩克森-阿爾滕堡的莫里茲，母親是薩克森-邁寧根的奧古斯塔。

## 家庭
1882年，瑪麗·安娜與紹姆堡-利珀的格奧爾格結婚，兩人共有6子1女：
1. 阿道夫（1883年—1936年）
2. 莫里茲·格奧爾格（1884年—1920年）
3. 沃爾拉德（1887年—1962年）
4. 斯特凡（1891年—1965年）
5. 海因里希（1894年—1952年）
6. 腓特烈·克里斯蒂安（1906年—1983年）
7. 伊莉莎白（1908年—1933年）